# Feldman-Ökopark
Koordinaten: 50° 6′ 5,1″ N, 36° 16′ 45,8″ O

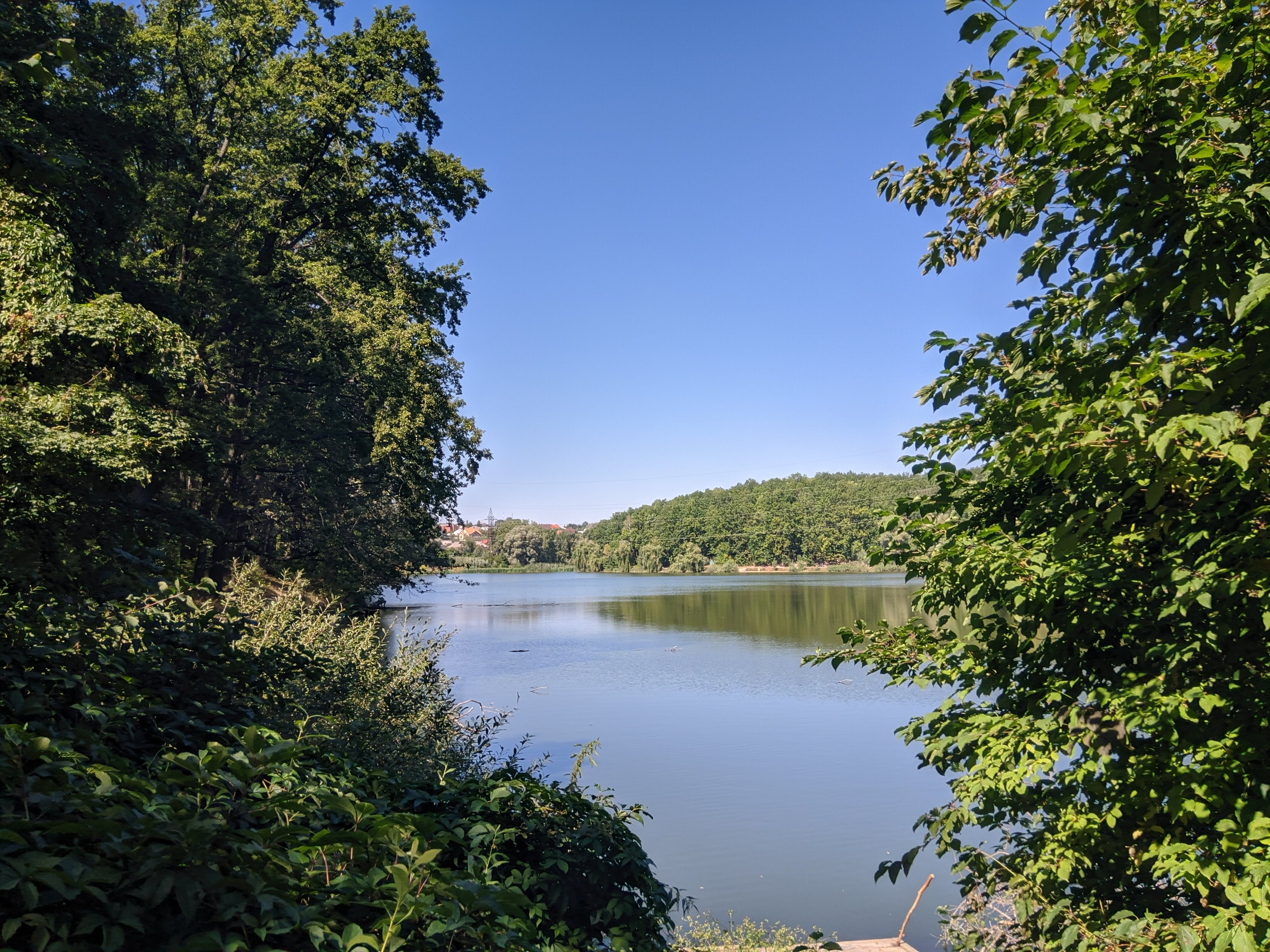
Panorama 2020

Der Feldman-Ökopark (ukrainisch Фельдман-Екопарк) ist der einem Zoo ähnliche, 140 Hektar große Landschaftspark nördlich des Stadtrands der ostukrainischen Stadt Charkiw im Oblast Charkiw. Der 22 Hektar große Zoo Charkiw befindet sich rund 15 Kilometer weiter südlich im Zentrum von Charkiw.

## Geschichte
Der Ökopark wurde 2013 von dem wohlhabenden ukrainischen Politiker und Geschäftsmann Oleksandr Feldman als private Organisation gegründet und finanziert. Neben der Ausstellung von Tieren und dem Landschaftsschutz stehen Forschungs- und Bildungsprogramme, die ökologische Aspekte betreffen, sowie die Therapie behinderter Kinder und deren Rehabilitation im Vordergrund.

## Zerstörung und Wiederaufbau
Nach dem russischen Überfall auf die Ukraine wurde der Ökopark erheblich in Mitleidenschaft gezogen. Während der großangelegten ersten Angriffswelle auf Charkiw Ende Februar 2022 wurde der nur rund 25 Kilometer von der russischen Grenze entfernte Park erheblich zerstört. Viele Mitarbeiterinnen und Mitarbeiter mussten das Gelände verlassen, um sich in Sicherheit zu bringen und der Park wurde geschlossen. Nach Abwehr der ersten Angriffswelle und Rückzug der Angreifer, wurde das ganze Ausmaß der Verwüstungen sichtbar. Gebäude, Infrastruktur und Gehege waren großenteils zerstört. Bei den Angriffen wurden über 100 Tiere getötet. Auch einige Tierpfleger verloren ihr Leben. Da die meisten Gehege der Großkatzen stark beschädigt waren, bestand die Gefahr, dass diese ausbrechen und Menschen gefährden. Oleksandr Feldman befürchtete deshalb, dass ein Großteil der Tiere eingeschläfert werden muss. Diese von ihm verfasste Pressemitteilung rief jedoch umgehend Unterstützer auf den Plan, die sich trotz der außerordentlich schwierigen Begleitumstände um die Rettung sowie die Unterbringung der Tiere in andere Tierparks kümmerten und die meisten konnten tatsächlich an einen neuen Zufluchtsort ausgelagert werden. Viele Menschen aus der Ukraine und aus der ganzen Welt spendeten für die Tiere. Ukrainische Zoos, inländische und internationale Organisationen sowie gewerbliche Betriebe beteiligten sich ebenfalls und lieferten dringend benötigte Transport-, Treibstoff- und Futtermittel.
Schon bald wurden erste Schritte unternommen, um zerstörte Bereiche zu reparieren. Die Restaurierungsarbeiten gestalteten sich schwierig, da sich noch scharfe Munition auf dem Gelände befand, die zunächst unschädlich gemacht werden musste. Sobald eine Anlage wieder in Stand gesetzt war, wurden ausgelagerte Tiere zurückgeholt. Ein Jahr nach der Schließung konnte der Tierpark wieder öffnen, die Reparaturarbeiten gingen jedoch Zug um Zug weiter. Teilweise wurden völlig neue Anlagen geschaffen. Beispielsweise wurde im Herbst 2023 eine neue Anlage am ukrainischen Tag des Kindes, das „Alpakatal“ eröffnet. Die große, ehemalige Freianlage für Alpakas benötigt weiterhin Ausbesserungsarbeiten. Ausgelagerte Tiere wurden schrittweise aus den Evakuierungsunterkünften auf die neue Anlage zurückgebracht.
Obwohl Charkiw und Umgebung im Mai 2024 erneut von russischen Raketen und Drohnen angegriffen wurde, blieb der Ökopark bei freiem Eintritt weiterhin geöffnet (Stand Anfang Juni 2024).

## Anlagen und Tierbestand
Zur Zeit der Wiedereröffnung nach Beseitigung einiger Kriegsschäden leben ca. 2000 Tiere im Park. Bei vollständiger Besetzung können bis zu 5000 Tiere in ca. 300 Arten auf dem Parkgelände untergebracht werden. Zu den gehaltenen Tieren zählen u. a. Großkatzen, Bären, Wölfe, Primaten, Huftiere sowie Vogelarten. Außerdem gibt es einen Kinderzoo, ein Restaurant und einen großen Reitplatz. Der Park enthält außerdem Seen, dichte Laubwaldzonen, Gebüschlandschaften und Blumenbeete.

## Rezeption
Über die Ereignisse der Evakuierung zu Beginn des Kriegs drehte Joshua Zeman den Dokumentarfilm Checkpoint Zoo.